# روح‌الله عرب
روح‌الله عرب (زادهٔ ۱۲ بهمن ۱۳۶۲ - ساری) یک بازیکن فوتبال اهل ایران است. وی سابقه دو فصل بازی در نساجی را دارد. پس از آن هفت سال در صنعت نفت آبادان بازی کرد و در سال ۱۳۹۲ با بستن قرادادی ۲ ساله به ذوب‌آهن پیوست، سپس در ملوان بندر انزلی مشغول به بازی شد و یک فصل نیز در آلومینیوم اراک بازی کرد و پس از آن بار دیگر به نساجی پیوست.